# Sympho-Nick
Sympho-Nick es un trío de música femenino infantil de Ucrania, formado por: Marta Rak, Sofiya Kutsenko y Amalia Kryms'Ka. Se dedican principalmente a cantar canciones pertenecientes al género de folk ucraniano y al pop.
El 9 de agosto de 2014 fueron seleccionadas para representar a Ucrania en el Festival de la Canción de Eurovisión Junior 2014 con su canción "Pryyde vesna - Spring will come" (Llegará la primavera en español) al vencer en la final nacional celebrada por la cadena de televisión ucraniana NTU para elegir representante.

## Componentes

### Marta Rak
Nació el 29 de enero de 2001 en Lviv.

### Sofiya Kutsenko
Nació el 27 de agosto de 2002 en Járkov.

### Amalia Kryms'Ka
Nació el 27 de septiembre de 2002 en Simferopol.